# Nidzsújodzsikan Terebi – Ai va csikjú o szukuu
A Nidzsújodzsikan Terebi – Ai va csikjú o szukuu (24時間テレビ 「愛は地球を救う」; Hepburn: Nijūyojikan Terebi: Ai wa chikyū wo sukuu; 24 órás televízió: „A szeretet megmenti a Földet”) című teleton Japán legismertebb jótékonysági tévéműsora. 1978 óta minden évben augusztus utolsó hétvégéjén 24 órán keresztül a Nippon TV élőben közvetíti a műsort a Nippon Budókan sportcsarnokból. Rövidítései 24HTV vagy Nidzsújodzsikan Terebi (24時間テレビ).

## Története
A műsor 1978-ban „A szeretet megmenti a Földet” jelmondattal indult útnak jótékonysági akció és adománygyűjtés céljából. 
Akkoriban egy ilyesfajta műsor korszakalkotó ötletnek számított, valamint témája („a jólét”) is lehetségessé tette megvalósítását.
A műsor célja, hogy a nézők által beérkezett adományokkal támogassák a jólétet, környezetvédelmet illetve katasztrófák utáni újjáépítéseket belföldön és külföldön egyaránt. Ebből kifolyólag, a nézők és adományaik fontosságát hangsúlyozva megszületett a műsor másik ismert jelmondata is: „Az igazi főszereplő (a TV előtt ülő) Te magad vagy”.
A műsort a sárga szín szimbolizálja, logóján pedig a piros, sárga és zöld színnel ábrázolt Földgömb és a körülötte keringő hold látható.
Minden évben augusztus utolsó hétvégéjén szombat estétől vasárnap estéig sugározzák a műsort. Az első adás (1978) szombat este nyolc órától másnap este nyolc óráig tartott, huszonnégy órán keresztül, ahogyan azt a címe is jelezte, azonban később fokozatosan meghosszabbították a műsoridőt, végül a 2002-es adás óta szombat este fél héttől másnap este kilencig, azaz huszonhat és fél órán át tart.
A műsor minden évben egy előre meghatározott témára alapul, s az egészséges emberek mellett a fogyatékkal élőkre, katasztrófák károsultjaira, komoly betegségben szenvedőkre is fókuszál. Jótékonysági maratonfutást is szerveznek, illetve erre az alkalomra készített egész estés filmet valamint megható dokumentumfilmeket vetítenek, melyeket a rendezvény helyszínén lévő műsorvezetők kommentálnak. A főszerepet a különféle kihívások, feladatok jelentik, melyeket igyekeznek sikerrel végrehajtani a műsor ideje alatt. A műsorvezetők lelkesítő dalokkal is szórakoztatják a nézőket.
A rendezvény fő helyszíne a Nippon Budókan sportcsarnoka (Tokió), azonban számos más helyszínen is fogadják az adományokat.

## Adománygyűjtés

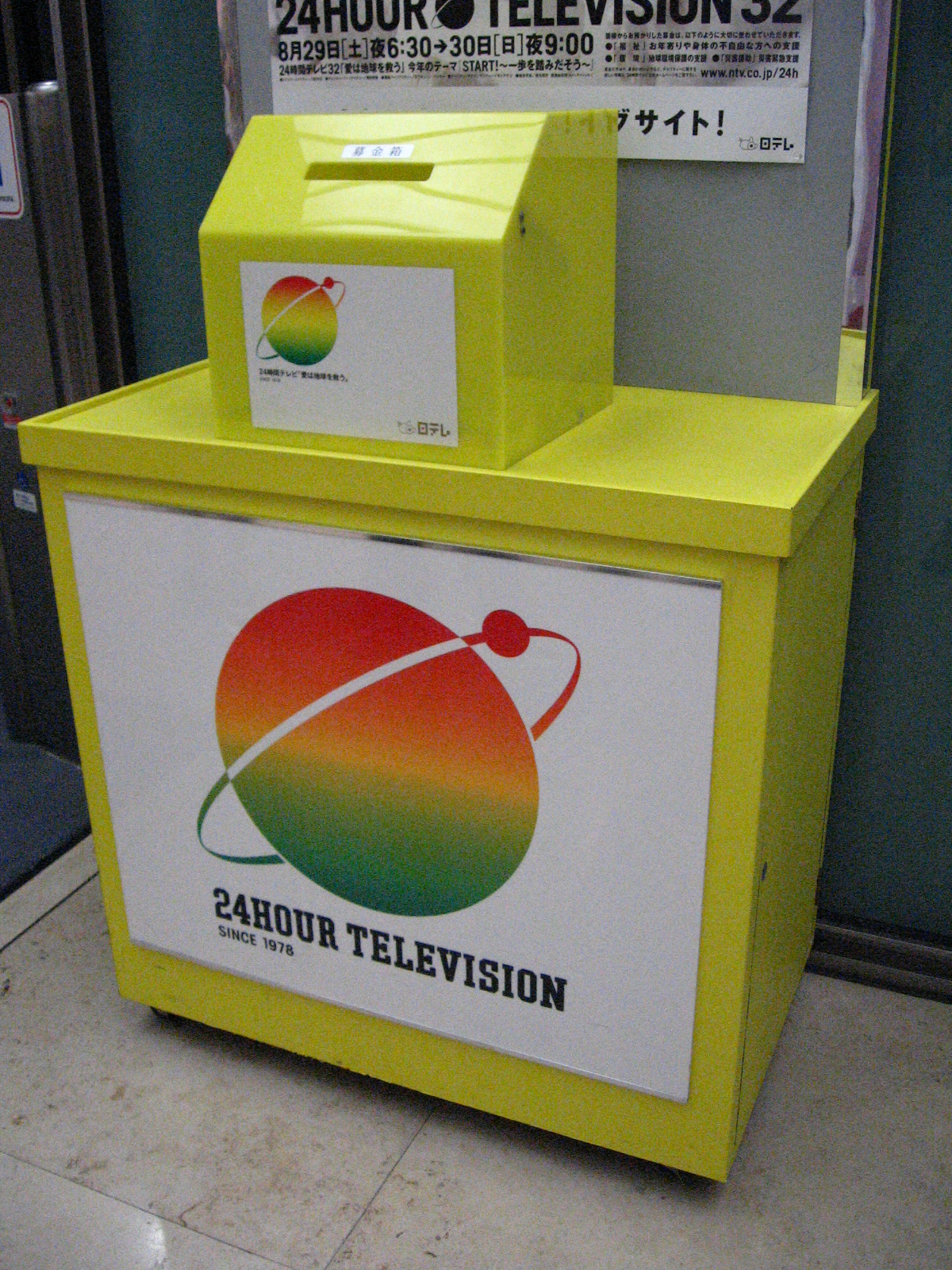
Adománygyűjtő doboz a Nippon TV székhelyén (Tokió, Minato)

Az ország mintegy harmincegy televízióadója által létrehozott bizottság, a „24 órás TV önkéntes bizottsága” kezeli a beérkezett adományokat, gondoskodik a megfelelő elosztásról és felhasználásról. Az önkéntes akció az ország egész területén zajlik, a részt vevő helyi televíziók is gyűjtik az adományokat saját területükön.
Az összegyűlt pénzből semmilyen költség nem kerül levonásra. A teljes összeget három támogató tevékenységre elosztva használják fel:
- „jólét”(idősek illetve mozgássérültek számára): speciális szállító autók ajándékozása, mozgássérült-segítő kutyák elterjedésének támogatása, látás-, hallássérültek megfelelő informálását biztosító támogatás stb.
- „környezetvédelem”: Japán megtisztításának projektje, országszerte zajló környezetszépítő tevékenységek kezdeményezése, segítése
- „katasztrófa utáni helyreállítás”: Japánban illetve külföldön bekövetkezett katasztrófák utáni helyreállítás és újjáépítés támogatása

A bizottság és a rendezvényen részt vevő televíziócsatornák a Társadalmi-jóléti jogszabály alapján, valamint az Egészségügyi, munkaügyi és népjóléti miniszter engedélyével végzik az adománygyűjtést, illetve annak elosztását.
Az efféle jogi korlátozások miatt illetve az igazságosság érdekében az adománygyűjtő stáb felelősei a törvényrendeletnek megfelelően adománygyűjtési jogosultságot igazoló tanúsítvánnyal rendelkeznek.
Az adományokat a főhelyszínen, a Nippon Budókan (Tokió, Minato kerület, Shiodome városrész) sportcsarnokában fogadják, illetve a Nippon TV központjában és számos más helyszínen szerte az országban. Az adományozás interneten keresztül banki átutalással is lehetséges.
Katasztrófa esetén (pl.: 2011-es tóhokui földrengés és cunami), a műsor sürgősségi adománygyűjtésbe kezd, s a számlán összegyűlt összeget a Japán Vöröskereszt segítségével juttatják el a katasztrófa sújtotta területekre.

## Főbb műsorszámok

### Az élő műsor előtti összefoglaló
Az élő műsor kezdete előtt bemutatják mi várható a következő 24 órában, a különböző programokról kapunk részletes információkat illetve interjúkat láthatunk a műsorvezetőkkel, a jótékonysági maratonfutáson részt vevő személlyel.

### Megnyitó
Minden évben más témát kap a műsor, s ennek a témának megfelelően egy videófelvétel kerül levetítésre, mely fontos mondanivalót tartalmaz.  Ezt követően a műsorvezetők megjelennek a színpadon és előadnak közösen egy dalt. A dal végeztével a műsorvezetők, támogatók bemutatásával, az adományozás eljárásának magyarázatával folytatódik a műsor. A műsorban résztvevők számos kihívás és feladat előtt állnak, melyeket igyekeznek a 24 óra alatt sikeresen véghezvinni, többször is élőben kapcsolják őket, mielőtt megkezdenék tevékenységüket.

### Jótékonysági maratonfutás
1992 óta minden évben maratonfutást is rendeznek, melyen egy kiválasztott híresség fut le egy általában 100 km hosszú távot. A futás szombat este hét órától a műsor végéig tart, melynek célja a Nippon Budókan sportcsarnoka, tehát a célba érkezést is élőben közvetítik, illetve a futó felkészüléséről is közvetítenek felvételeket a műsor ideje alatt.

### Interjú az egész országgal
A műsorvezetők, sztárvendégek egyedül, vagy kisebb csoportokban szerte az országban interjúkat készítenek az éppen akkor összetalálkozott járókelőkkel, s az az évi témával kapcsolatban tesznek fel kérdéseket.
A helyszín, melyre az interjúztatók ellátogatnak, a Japán térképre célozott darts dobással dől el. 
2003 óta kerül levetítésre a műsorban.

### Dokumentumfilmek
Hírességek, fogyatékkal élők, valamilyen betegségben szenvedők, katasztrófa károsultak, elhunyt és hasonló személyekről készült megható dokumentumfilmek is levetítésre kerülnek, melyek az adott év témájával kapcsolatban igaz történeteket mutatnak be.
Nincs meghatározott ideje, egy csengő hangja jelzi, mikor vetítésre kerül egy-egy dokumentumfilm.

### Kihívások, feladatok, projektek
A kihívásokat időről időre élőben közvetítik.
Fogyatékkal élő, katasztrófa károsult és hasonló személyek egy sztárral együtt különféle feladatokat, mint például úszás, triatlon, hegymászás próbálnak meg sikerrel végrehajtani. Nem csak a sérült személyek, hanem az őket támogató sztárok számára is nagy kihívást jelent.

### Különleges egész estés film
1980-as adást követően minden évben, külön erre az alkalomra készítenek egy egész estés filmet, melynek különlegességét az adja, hogy egy igaz történetet dolgoz fel. A legtöbb alkotás a főszereplő valamilyen betegség elleni küzdelmeiről szól.
A filmet a műsor kezdete után nem sokkal, este kilenc órakor vetítik. Másnap délelőtt a filmben főszerepet kapott valódi személyt illetve annak családját, barátait fogadják a főhelyszínen egy beszélgetésre. A valódi személyekről készült dokumentumfilmet is levetítik.

### Középiskolások táncversenye
2006 óta egy táncverseny is megrendezésre kerül, melynek résztvevői egyperces tánccal vívnak meg az első helyért. A részvétel feltétele, hogy a csapatot legalább két ember alkossa, illetve annak minden tagja középiskolás legyen. Az élő műsorban a jelentkezettek közül az ország hat legjobb csapata vehet részt. A győztest a nézői szavazatok döntik el.

### Speciális műsorszám
A műsorvezetők egy része és valamilyen fogyatékkal élő személyek közös előadása, mely lehet akár egy dal vagy tánc produkció, valamint hangszeres előadás.

### Külföldi beszámoló
Ebben a műsorrészben Japánon kívüli országról kaphatnak beszámolót a nézők olyan témákban, mint háború, menekültek, utcagyerekek, szegénynegyedek, éhínség, gyógyíthatatlan vagy fertőző betegségek, AIDS, gyermekprostitúció stb.

### Finálé
A műsor végén a résztvevők közösen eléneklik a főcímdalt, a „Szarai” (szülőföld) című dalt, miközben egymás után kapcsolják élőben a helyi televízió állomásokat és az éneklőket.
Ezt követően bejelentésre kerül az összegyűlt adomány értéke, majd legördül a stáblista és a műsor véget ér.

## Jótékonysági póló
A műsornak eredeti pólója is készül minden évben, melynek alapszíne a sárga, de 2005 óta már többféle színben is kapható. Eleinte a lógó szerepelt a pólón különféle kialakítással, 1990 óta azonban a műsorvezetők illetve neves tervezők készítik a pólókat. A résztvevők és a stáb az egész műsor ideje alatt viselik. A pólók mellett törölközőt, kitűzőt, irattartó mappát, karszalagot, táskát is árulnak, s az ebből befolyt összeg az adományi alapba kerül.

## A műsor zeneszámai
- サライ(Szarai, „Szülőföld”) – Tanimura Sindzsi, Kajama Júzó

1992 óta a műsor főcímdalaként használják.
- 負けないで(Makenaide, „Ne add fel!”) – ZARD

Közvetlenül a maratonfutó célba érkezése előtt, mintegy bátorításként éneklik el a műsor résztvevői.

## Fordítás
- Ez a szócikk részben vagy egészben  a(z)   24時間テレビ 「愛は地球を救う」 című japán Wikipédia-szócikk fordításán alapul.  Az eredeti cikk szerkesztőit annak laptörténete sorolja fel. Ez a jelzés csupán a megfogalmazás eredetét és a szerzői jogokat jelzi, nem szolgál a cikkben szereplő információk forrásmegjelöléseként.